# Galería de arte 291

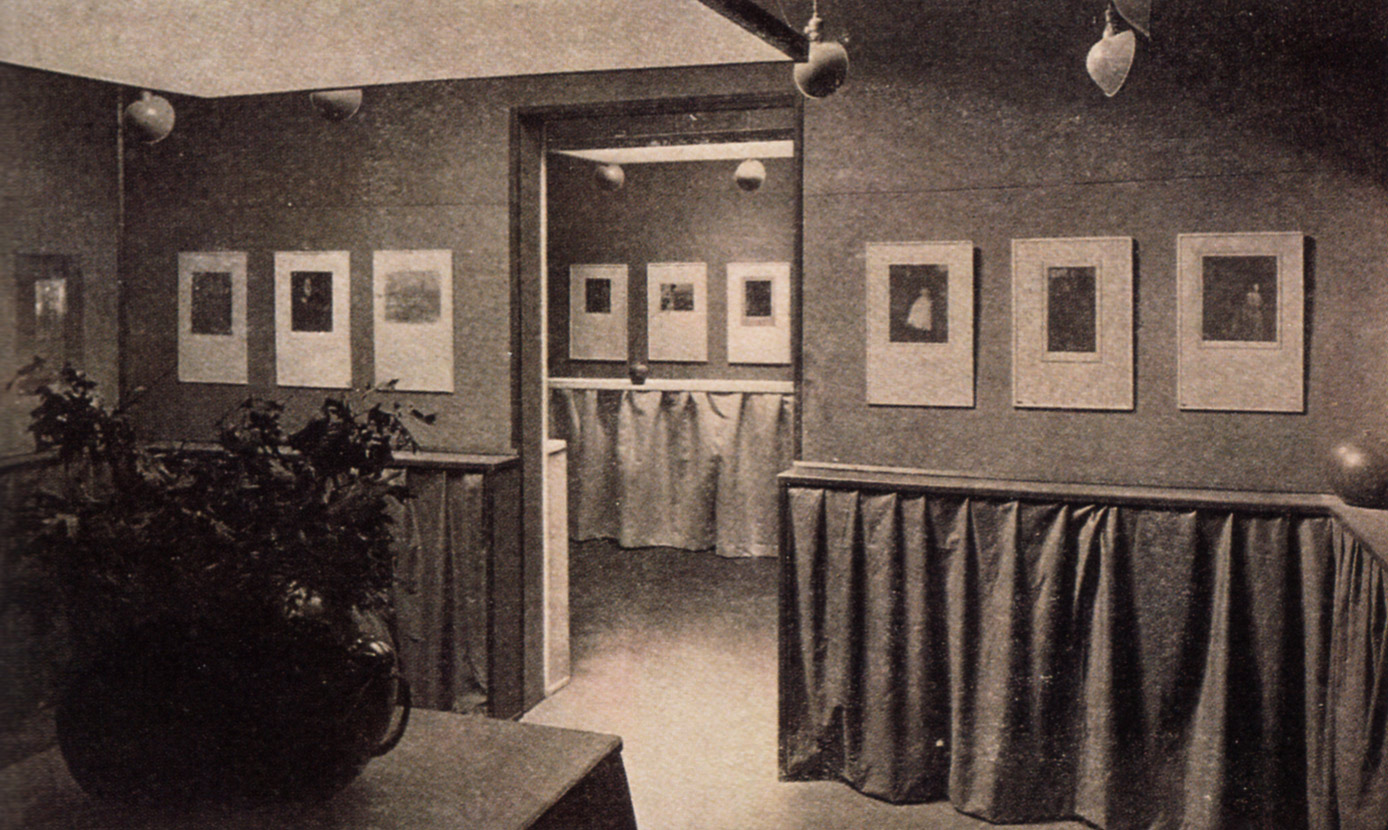
Exposición de Kaseiber y White en 1906.

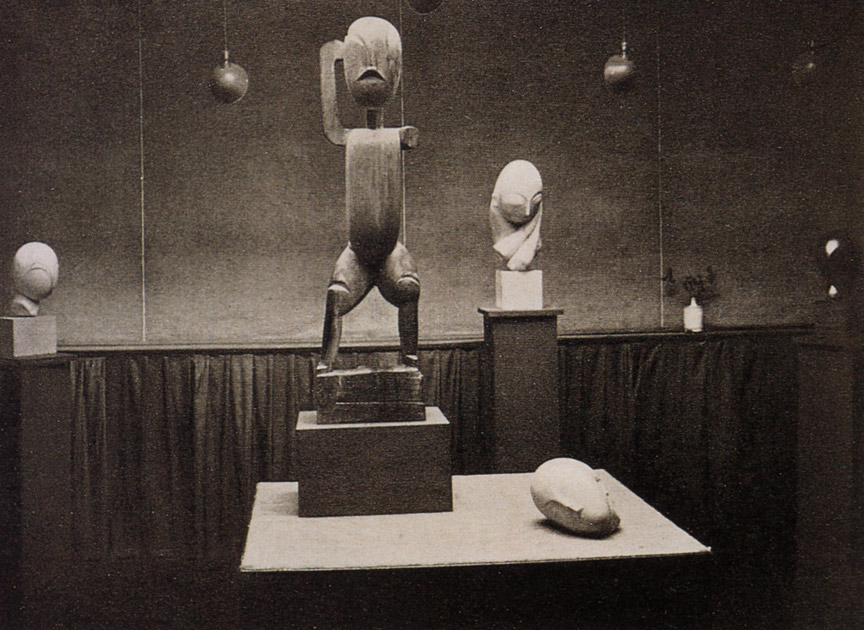
Exposición de Brancusi en 1914.

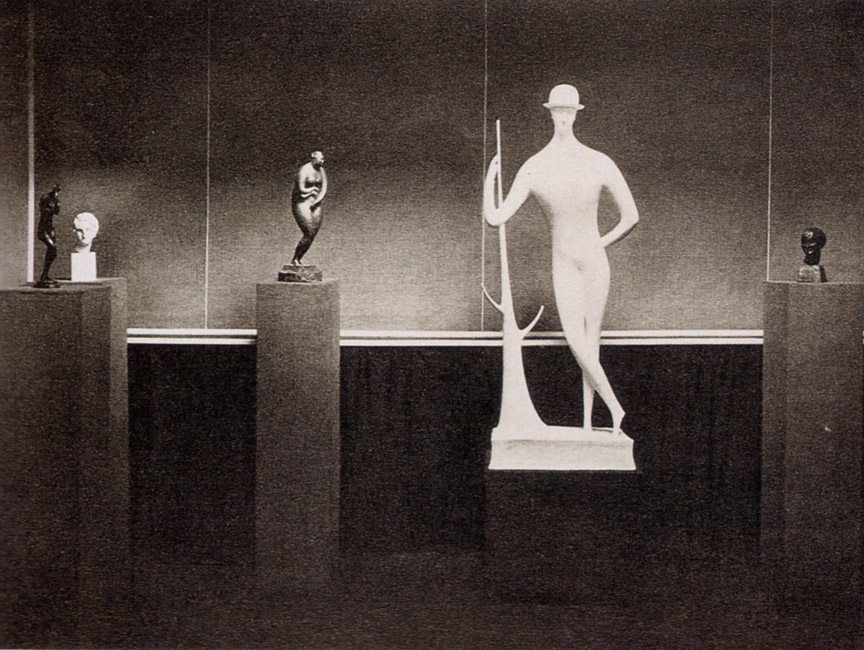
Exposición de Elie Nadelman en 1915.

La Galería de Arte 291 o Galería 291 fue una galería de arte situada en el número 291 de la quinta avenida de Nueva York. Fue creada y gestionada por Alfred Stieglitz y en ella se realizaron las exposiciones más importantes del movimiento fotográfico denominado Photo-Secession. La galería estuvo funcionando entre 1905 y 1917.
Se considera la primera galería de arte que permitió proporcionar la consideración de arte a la fotografía y es la primera que se abrió en Estados Unidos. Expusieron artistas de vanguardia como Henri Matisse, Auguste Rodin, Henri Rousseau, Paul Cézanne, Pablo Picasso, Constantin Brancusi, Francis Picabia y Marcel Duchamp y entre los fotógrafos se encuentran Edward Steichen, Alvin Langdon Coburn, Gertrude Kasebier y Clarence H. White.
La galería abrió sus puertas el 24 de noviembre de 1905 con el nombre de Little Galleries of the Photo-Secession (Pequeñas galerías de la Foto-Secesión) como un lugar de encuentro de este movimiento fotográfico y una exposición de un centenar de fotografías realizadas por los componentes del grupo. En enero de 1906 realizó una exposición de fotógrafos franceses entre los que se encontraban Robert Demachy, Constant Puyo y René Le Bégue en el que se mostraron imágenes obtenidas mediante el procedimiento de la goma bicromatada. La dirección artística la compartían Stieglitz y Steichen y estas primeras exposiciones se podían encuadrar en el movimiento del pictorialismo, pero cuando Steichen se trasladó a París, Stieglitz comenzó a realizar exposiciones no fotográficas y en enero de 1907 hizo una exposición de dibujos de Pamela Coleman Smith, con lo que la galería comenzó a exponer arte moderno en general. En 1908 abrió sus puertas con una exposición de dibujos y acuarelas de Auguste Rodin que era una primicia mundial.
A partir de ese año empezó a ser conocida como la 291 ya que Stieglitz le cambió el nombre al tener que afrontar un alquiler mayor. Ese mismo año regresó Steichen y trajo nuevas fotografías para exponer y los contactos para que expusieran pintores como Henri Matisse. Entre 1908 y 1913 la galería alcanzó su mayor relevancia en la ciudad de Nueva York, pero con motivo de la situación que originaría la Primera Guerra Mundial fue perdiendo impulso hasta cerrar en junio de 1917, dos meses después de que Estados Unidos declarase la guerra a Alemania. Entre 1915 y 1916 estuvo editando una revista llamada 291 de la que sólo se llegaron a editar doce números.
Durante los años que estuvo abierta ofreció una serie de exposiciones y actos especialmente significados, entre los que se pueden señalar:
- 1907: La primera exposición en Estados Unidos de fotografías realizadas mediante autocromo.
- 1908: La primera exposición de dibujos y acuarelas realizada por Auguste Rodin.
- 1908: La primera exposición realizada en Estados Unidos de la obra de Henri Matisse.
- 1910: La primera exposición de tres litografías realizadas por Paul Cézanne.
- 1911: La primera exposición personal en Estados Unidos de Cézanne.
- 1911: La primera exposición personal en Estados Unidos de Pablo Picasso.
- 1912: La primera exposición de la obra escultórica de Matisse.